# Дрогопедія
Дрогопедія (Drogopedia, Дрогобицька енциклопедія, Дро-Е) — перша електронна енциклопедія Дрогобича, за своїм рахунком друга в Україні після Києва та перша на Західній Україні онлайн-енциклопедія з тематикою, яка охоплює одне місто. На локальному рівні є альтернативою «Вікіпедії».
Дрогопедія має велику кількість довідкових матеріалів із майже щоденним оновленням інформації: включаючи історичні факти, сучасні неологізми Дрогобича та Дрогобицького краю, короткі біографії її мешканців, визначення подій, довідку про міську періодику, видані книги.